# 4割打者
4割打者（よんわりだしゃ）とは、野球において1シーズンの打率が4割（.400）を超えたことがある打者のこと（規定打席未満の場合は除外）。

## 概要
リトルリーグや高校野球、大学野球などでは4割を超える打率を残す選手は珍しくない。しかし、プロ野球で4割打者になることは極めて難しい。1試合で回って来る打数は一般に3.63回ほどであるため、4割を達成するには1試合あたり、平均1.452本の安打を打たねばならないことになる。プロでは一般的に3割を維持すれば十分に一流とみなされる。
メジャーリーグでは長年、1941年に23歳1か月で4割打者になったテッド・ウィリアムズが最後の4割打者で最年少の達成者とされていた。しかし2020年12月17日にメジャーリーグ機構がニグロリーグの通算記録もメジャー通算記録に、さらにこの時代にリーグでプレーしていたおよそ3400人のプレイヤーをメジャーリーガーにそれぞれ認定、2024年5月29日にニグロリーグもMLBの公式大会として正式に組み込まれると同時にニグロリーグでの記録もMLBとしての記録に統合するとしたため直近の達成者は1948年のアーティ・ウィルソンとウィラード・ブラウン、最年少の達成者は1934年に20歳で4割打者になったレイ・ダンドリッジに変更された。これ以降で4割打者に迫った記録としては、1977年にロッド・カルーが達成した.388、1980年にジョージ・ブレットが達成した.390、1994年にトニー・グウィンが達成した.394が挙げられる。もっとも迫った例として2000年にトッド・ヘルトンが規定打席に達して4割を超えていたが試合に出場を続け打率を下げてしまっている。また、1894年に.418を記録したタック・ターナーのみが4割打者の中では唯一のスイッチヒッター（左投げ両打ち）とされたが、こちらもニグロリーグの記録統合に伴い1923年に.423を記録したビズ・マッキーが2人目の達成者に加えられた。ただしターナーは19世紀、マッキーは20世紀においては唯一のスイッチヒッターの達成者である。
NPBに於いてはランディ・バースが1986年に達成した.389が打率のシーズン最高記録であり、いまだに4割を超えた打者は存在しない（詳しくは打率を参照のこと）。1989年にウォーレン・クロマティは規定打席に達した時点で4割を超えていたが、チームが優勝争いをしていたために試合に出続けた結果、打率を下げてしまい4割達成はならなかった。また、2017年には近藤健介がNPB史上初の100打席以上立って、打率4割のままでシーズンを終えたが、規定未達に終わった。
NPBの二軍のイースタン・リーグでは上条皇裕（大毎）が1961年に.424、鈴木健（西武）が1991年に.401の記録を残している。また、国民野球連盟1947年夏季リーグで宇高レッドソックスの茅野秀三が.403を記録している。他、NPB以外の国内独立リーグではベースボール・チャレンジ・リーグの野原祐也（富山、後に阪神）が2007年に.412の記録を残し、関西独立リーグ (2代目)（当時・BASEBALL FIRST LEAGUE）の田中耀飛（兵庫、後に楽天）が2017年に.422の記録を残した。さらに、2020年シーズンの関西独立リーグでは、試合数の激減の影響を強く受け、大橋諒介、小山一樹、花岡洋平の3人が新たに4割打者となった。

## 分析
テッド・ウィリアムズ以降、メジャーリーグで現在も続いているアメリカン・リーグとナショナル・リーグ、及び日本プロ野球に4割打者が生まれていない理由として、古生物学者のスティーヴン・ジェイ・グールドは、進化論の観点から以下のような仮説を立てている。グールドは、打率が投手と打者の勝負の結果で決まる相対的な指標であることに注目し、以下のような仮説を立てた。
- （事実1）レギュラー選手の平均打率は、どの時代でもおおむね2割台後半を維持している。
- （事実2）レギュラー選手の打率の標準偏差は、時代が進むほど減少している。
- （推論1）メジャーリーグをプロスポーツとして成立させるために、ルールの細かい改正が行われ、平均打率は一定の範囲内に保たれていた。
- （推論2）初期のメジャーリーグでは多様な技術が試されたため、打率の標準偏差も大きかったが、最良の結果を残した技術のみが模倣されて多様性が減少したため、打率の標準偏差は減少した。
- （結論）打者の能力は時代が進むにつれ向上しており、現在ではかつてないほど多くの人数が最良の打者の範疇に近づいている。そのため、最良の打者の打率と平均打率との差が小さくなり、結果的に4割打者は出現しなくなった。

この仮説によると、4割打者が消滅したのは、打者の能力が低下したためではなく、打者の能力が全体的に向上して野球というスポーツが成熟したことの証拠である。
それ以外にも交通手段が飛行機及び新幹線ではなく電車しか使えなかったことで球団によっては長時間の移動を強いられ体力面でハンデがあったこと、ドラフト会議導入前は強い選手が人気球団に集中したことで格差が生じたことも1つの理由として挙げられる。
また4割打者に限らず、出塁率5割、投手の場合は防御率0点台も同じ理由で時代が経つにつれ記録するのが困難になっている。近年では現役中にドーピングで体力増強したバリー・ボンズが2004年に出塁率6割を達成しているが、それ以外ではあと1歩で達成できずに終わっているケースが多くなっている。

## 歴代4割打者
順位は打率上位順

### 日本プロ野球
北海道フロンティアリーグ
| 順位 | 名前     | 所属                           | 打席 | 打率 | 達成年 |
| ---- | -------- | ------------------------------ | ---- | ---- | ------ |
| 1    | 大橋諒介 | KAMIKAWA・士別サムライブレイズ | 左   | .457 | 2023年 |
| 2    | 川上智也 | 石狩レッドフェニックス         | 左   | .412 | 2023年 |

関西独立リーグ (2代目)
| 順位 | 名前     | 所属                 | 打席 | 打率 | 達成年 |
| ---- | -------- | -------------------- | ---- | ---- | ------ |
| 1    | 小山一樹 | 兵庫ブルーサンダーズ | 右   | .436 | 2020年 |
| 2    | 田中耀飛 | 兵庫ブルーサンダーズ | 右   | .422 | 2017年 |
| 3    | 今田勇大 | 大阪ゼロロクブルズ   | 左   | .420 | 2023年 |
| 4    | 花岡洋平 | 06BULLS              | 左   | .404 | 2020年 |
| 5    | 浅成翔天 | 堺シュライクス       | 左   | .400 | 2024年 |

- 「大阪ゼロロクブルズ」と「06BULLS」は同一球団。

ほか、規定不足であるが大橋諒介（堺シュライクス）が2020年に.490を打った。不足分の打数を足した際の打率は.463となる。
九州アジアリーグ
| 順位 | 名前     | 所属                   | 打席 | 打率 | 達成年 |
| ---- | -------- | ---------------------- | ---- | ---- | ------ |
| 1    | 中田航大 | 北九州下関フェニックス | 右   | .436 | 2024年 |

ベースボール・チャレンジ・リーグ
| 順位 | 名前     | 所属               | 打席 | 打率 | 達成年 |
| ---- | -------- | ------------------ | ---- | ---- | ------ |
| 1    | 野原祐也 | 富山サンダーバーズ | 左   | .412 | 2007年 |
| 2    | 佐藤優悟 | 福島レッドホープス | 右   | .401 | 2024年 |

国民野球連盟
| 順位 | 名前     | 所属               | 打席 | 打率 | 達成年   |
| ---- | -------- | ------------------ | ---- | ---- | -------- |
| 1    | 茅野秀三 | 宇高レッドソックス | 左   | .403 | 1947年夏 |

日本女子プロ野球機構
| 順位 | 名前     | 所属                   | 打席 | 打率  | 達成年 | 達成回数 |
| ---- | -------- | ---------------------- | ---- | ----- | ------ | -------- |
| 1    | 三浦伊織 | ウエスト・フローラ     | 左   | .500  | 2014年 | 2回目    |
| 2    | 岩谷美里 | 埼玉アストライア       | 右   | .441  | 2017年 |          |
| 3    | 川端友紀 | イースト・アストライア | 左   | .431  | 2013年 | 2回目    |
| 4    | 大山唯   | 兵庫ディオーネ         | 左   | .4074 | 2015年 | 1回目    |
| 4    | 大山唯   | 兵庫ディオーネ         | 左   | .4074 | 2016年 | 2回目    |
| 6    | 三浦伊織 | ウエスト・フローラ     | 左   | .4071 | 2013年 | 1回目    |
| 7    | 川端友紀 | 京都アストドリームス   | 左   | .406  | 2011年 | 1回目    |

### メジャーリーグ
1900年以降の近代野球が対象
| 順位 | 名前                       | 所属                                                               | 打席 | 打率   | 達成年 | 達成回数 |
| ---- | -------------------------- | ------------------------------------------------------------------ | ---- | ------ | ------ | -------- |
| 1    | テテーロ・バルガス         | ニューヨーク・キューバンズ                                         | 右   | .472   | 1943年 |          |
| 2    | ジョシュ・ギブソン         | ホームステッド・グレイズ                                           | 右   | .466   | 1943年 | 2回目    |
| 3    | チノ・スミス               | ニューヨーク・リンカーンジャイアンツ                               | 左   | .451   | 1929年 |          |
| 4    | バディ・バーベッジ         | ニューアーク・ドジャース                                           | 左   | .438   | 1934年 |          |
| 5    | オスカー・チャールストン   | セントルイス・ジャイアンツ                                         | 左   | .434   | 1921年 | 1回目    |
| 6    | アーティ・ウィルソン       | バーミングハム・ブラックバロンズ                                   | 左   | .433   | 1948年 |          |
| 7    | チャーリー・ブラックウェル | セントルイス・ジャイアンツ                                         | 左   | .432   | 1921年 |          |
| 8    | オスカー・チャールストン   | ハリスバーグ・ジャイアンツ                                         | 左   | .427   | 1925年 | 3回目    |
| 9    | ナップ・ラジョイ           | フィラデルフィア・アスレチックス                                   | 右   | .426   | 1901年 |          |
| 10   | ミュール・サトルス         | セントルイス・スターズ                                             | 右   | .425   | 1926年 |          |
| 11   | ロジャース・ホーンスビー   | セントルイス・カージナルス                                         | 右   | .424   | 1924年 | 2回目    |
| 12   | ビズ・マッキー             | ヒルデール・クラブ                                                 | 両   | .423   | 1923年 |          |
| 13   | レッド・パーネル           | バーミングハム・ブラックバロンズ                                   | 右   | .4222  | 1927年 |          |
| 14   | ジャッド・ウィルソン       | ボルチモア・ブラックソックス→ ニューヨーク・リンカーンジャイアンツ | 左   | .4217  | 1927年 | 1回目    |
| 15   | レイ・ダンドリッジ         | ニューアーク・ドジャース                                           | 右   | .4215  | 1934年 |          |
| 16   | バック・レナード           | ホームステッド・グレイズ                                           | 左   | .4200  | 1934年 |          |
| 17   | ジョージ・シスラー         | セントルイス・ブラウンズ                                           | 左   | .4197  | 1922年 | 2回目    |
| 18   | タイ・カッブ               | デトロイト・タイガース                                             | 左   | .4196  | 1911年 | 1回目    |
| 19   | ジョシュ・ギブソン         | ホームステッド・グレイズ                                           | 右   | .417   | 1937年 | 1回目    |
| 20   | ラップ・ディクソン         | ボルチモア・ブラックソックス                                       | 右   | .415   | 1929年 | 2回目    |
| 21   | ウィリー・ウェルズ         | セントルイス・スターズ                                             | 右   | .413   | 1930年 |          |
| 22   | タイ・カッブ               | デトロイト・タイガース                                             | 左   | .409   | 1912年 | 2回目    |
| 23   | ジョー・ジャクソン         | クリーブランド・ナップス                                           | 左   | .4081  | 1911年 |          |
| 24   | ウィラード・ブラウン       | カンザスシティ・モナークス                                         | 左   | .4080  | 1948年 |          |
| 25   | ビル・ホスキンス           | ボルチモア・エリートジャイアンツ                                   | 左   | .4077  | 1930年 |          |
| 26   | ジョージ・シスラー         | セントルイス・ブラウンズ                                           | 左   | .4073  | 1920年 | 1回目    |
| 27   | スピード・ワトリー         | クリーブランド・ベアーズ→ ホームステッド・グレイズ                 | 左   | .4071  | 1939年 |          |
| 28   | オスカー・ジョンソン       | カンザスシティ・モナークス                                         | 右   | .4064  | 1923年 |          |
| 29   | テッド・ウィリアムズ       | ボストン・レッドソックス                                           | 左   | .4057  | 1941年 |          |
| 30   | オスカー・チャールストン   | ハリスバーグ・ジャイアンツ                                         | 左   | .4049  | 1924年 | 2回目    |
| 31   | ジョン・ベックウィズ       | ボルチモア・ブラックソックス                                       | 右   | .4044  | 1925年 |          |
| 32   | ジャッド・ウィルソン       | ボルチモア・ブラックソックス                                       | 左   | .4036  | 1929年 |          |
| 33   | エドガー・ウェスリー       | デトロイト・スターズ                                               | 左   | .4035  | 1925年 |          |
| 34   | ロジャース・ホーンスビー   | セントルイス・カージナルス                                         | 右   | .4028  | 1925年 | 3回目    |
| 35   | ハリー・ハイルマン         | デトロイト・タイガース                                             | 右   | .4027  | 1923年 |          |
| 36   | ロジャース・ホーンスビー   | セントルイス・カージナルス                                         | 右   | .40128 | 1922年 | 1回目    |
| 37   | ビル・テリー               | ニューヨーク・ジャイアンツ                                         | 左   | .40126 | 1930年 |          |
| 38   | タイ・カッブ               | デトロイト・タイガース                                             | 左   | .4011  | 1922年 | 3回目    |
| 39   | ラップ・ディクソン         | ボルチモア・ブラックソックス                                       | 右   | .4009  | 1928年 | 1回目    |
| 40   | ジョゼフ・ストロング       | ホームステッド・グレイズ                                           | 左   | .4000  | 1932年 |          |

アメリカメジャーリーグにおいて1900年以降、打率4割が達成されたのは40回、29人の選手によって達成されている。長年アメリカン・リーグとナショナル・リーグで記録された13回、わずか8人の選手によって達成された記録のみとされていたが2020年12月17日にMLB機構がニグロリーグの通算記録もメジャー通算記録に、さらにこの時代にリーグでプレーしていたおよそ3400人のプレイヤーをメジャーリーガーにそれぞれ認定、2024年5月29日にニグロリーグもMLBの公式大会として正式に組み込まれると同時にニグロリーグでの記録もMLBとしての記録に統合するとしたため、過去にニグロリーグで21人の選手によって達成された27回の記録も加えられた。また、19世紀の記録も含めた場合でも合計55回であり、19世紀には12人の選手によって15回記録されている。
19世紀、近代野球前の記録
| 順位 | 名前                     | 所属                           | 打席 | 打率  | 達成年 | 達成回数 |
| ---- | ------------------------ | ------------------------------ | ---- | ----- | ------ | -------- |
| 1    | ヒュー・ダフィー         | ボストン・ビーンイーターズ     | 右   | .440  | 1894年 |          |
| 2    | ティップ・オニール       | セントルイス・ブラウンズ       | 右   | .435  | 1887年 |          |
| 3    | ロス・バーンズ           | シカゴ・ホワイトストッキングス | 右   | .429  | 1876年 | *4回目   |
| 4    | ウィリー・キーラー       | ボルチモア・オリオールズ       | 左   | .424  | 1897年 |          |
| 5    | タック・ターナー         | フィラデルフィア・フィリーズ   | 両   | .418  | 1894年 |          |
| 6    | *フレッド・ダンラップ    | セントルイス・マルーンズ       | 右   | .412  | 1884年 |          |
| 7    | エド・デラハンティ       | フィラデルフィア・フィリーズ   | 右   | .4096 | 1899年 | 3回目    |
| 8    | ジェシー・バーケット     | クリーブランド・スパイダーズ   | 左   | .4095 | 1896年 | 2回目    |
| 9    | サム・トンプソン         | フィラデルフィア・フィリーズ   | 左   | .407  | 1894年 |          |
| 10   | ジェシー・バーケット     | クリーブランド・スパイダーズ   | 左   | .405  | 1895年 | 1回目    |
| 11   | エド・デラハンティ       | フィラデルフィア・フィリーズ   | 右   | .4041 | 1895年 | 2回目    |
| 12   | エド・デラハンティ       | フィラデルフィア・フィリーズ   | 右   | .4040 | 1894年 | 1回目    |
| 13   | ビリー・ハミルトン       | フィラデルフィア・フィリーズ   | 左   | .403  | 1894年 |          |
| 14   | ピート・ブラウニング     | ルイビル・カーネルズ           | 右   | .402  | 1887年 |          |
| 15   | ヒューイー・ジェニングス | ボルチモア・オリオールズ       | 右   | .401  | 1896年 |          |

フレッド・ダンラップは、ユニオン・アソシエーションでの記録。ロス・バーンズはナショナル・アソシエーションも含めた場合の達成回数
ナショナル・アソシエーション（NA）の記録
| 順位 | 名前                   | 所属                             | 打席 | 打率  | 達成年 | 達成回数 |
| ---- | ---------------------- | -------------------------------- | ---- | ----- | ------ | -------- |
| 1    | リーヴァイ・メイエール | フィラデルフィア・アスレチックス | 右   | .492  | 1871年 |          |
| 2    | カル・マクヴィー       | ボストン・レッドストッキングス   | 右   | .4313 | 1871年 |          |
| 3    | ロス・バーンズ         | ボストン・レッドストッキングス   | 右   | .4312 | 1873年 | 3回目    |
| 4    | ロス・バーンズ         | ボストン・レッドストッキングス   | 右   | .430  | 1872年 | 2回目    |
| 5    | デイヴイ・フォース     | ボルチモア・カナリーズ           | 右   | .418  | 1872年 |          |
| 6    | キャップ・アンソン     | フィラデルフィア・アスレチックス | 右   | .415  | 1872年 |          |
| 7    | ロス・バーンズ         | ボストン・レッドストッキングス   | 右   | .401  | 1871年 | 1回目    |

ナショナル・アソシエーションの記録は特殊な扱いを受けているため、詳しくはNAPBBPはメジャーリーグかを参照。
各種記録  （*）は近代野球前の記録
- 個人最多達成回数 : エド･デラハンティ（*）、タイ・カッブ、ロジャース・ホーンスビーらの3回

（NAの記録も含む場合はロス・バーンズの4回が最多）
- 個人シーズン連続達成記録 : エド･デラハンティ（*）、ジェシー・バーケット（*）、タイ・カッブ、ロジャース・ホーンスビーらの2年連続

（NAの記録も含む場合はロス・バーンズの3年連続が最高）

### 韓国プロ野球
| 順位 | 名前   | 所属    | 打席 | 打率 | 達成年 |
| ---- | ------ | ------- | ---- | ---- | ------ |
| 1    | 白仁天 | MBC青龍 | 右   | .412 | 1982年 |

### 台湾プロ野球
| 順位 | 名前   | 所属                 | 打席 | 打率 | 達成年 | 達成回数 |
| ---- | ------ | -------------------- | ---- | ---- | ------ | -------- |
| 1    | 王柏融 | Lamigoモンキーズ     | 左   | .414 | 2016年 |          |
| 2    | 王柏融 | Lamigoモンキーズ     | 左   | .407 | 2017年 | 2回目    |
| 3    | 蔣智賢 | 中信兄弟エレファンツ | 左   | .402 | 2016年 |          |
| 4    | 林泓育 | Lamigoモンキーズ     | 右   | .400 | 2016年 |          |

かつて、台湾プロ野球界は2015年から2020年まで「打高投低」リーグだった。2016年に台湾プロ野球界は4割打者を次々と生み出し、シーズンのリーグ平均OPSは.850であった。極端な「打高投低」を是正するため、2021年シーズンから、台湾のプロ野球界は、通常のボールよりも反発係数が高く、飛びやすかったボールの反発係数を以前の反発係数に戻した。 

### キューバリーグ（木製バット導入以降）
| 順位 | 名前                     | 所属                                         | 打席 | 打率 | 達成シーズン | 達成回数 |
| ---- | ------------------------ | -------------------------------------------- | ---- | ---- | ------------ | -------- |
| 1    | オスマニー・ウルティア   | レニャドレス・デ・ラス・トゥーナス           | 右   | .469 | 2003-04      | 4回目    |
| 2    | ホセ・アブレイユ         | エレファンテス・デ・シエンフエーゴス         | 右   | .453 | 2010-11      |          |
| 3    | ミチェル・エンリケス     | トロンヘロス・デ・イスラ・デ・ラ・フベントゥ | 右   | .447 | 2005-06      |          |
| 4    | オスマニー・ウルティア   | レニャドレス・デ・ラス・トゥーナス           | 右   | .431 | 2000-01      | 1回目    |
| 5    | オスマニー・ウルティア   | レニャドレス・デ・ラス・トゥーナス           | 右   | .425 | 2005-06      | 5回目    |
| 6    | オスマニー・ウルティア   | レニャドレス・デ・ラス・トゥーナス           | 右   | .421 | 2002-03      | 3回目    |
| 7    | オスマニー・ウルティア   | レニャドレス・デ・ラス・トゥーナス           | 右   | .408 | 2001-02      | 2回目    |
| 8    | アルフレド・デスパイネ   | アラサネス・デ・グランマ                     | 右   | .404 | 2009-10      |          |
| 9    | ノルリス・コンセプシオン | レニャドレス・デ・ラス・トゥーナス           | 右   | .402 | 2001-02      |          |
| 10   | ミチェル・エンリケス     | トロンヘロス・デ・イスラ・デ・ラ・フベントゥ | 右   | .401 | 2008-09      | 1回目    |
| 11   | ミチェル・エンリケス     | トロンヘロス・デ・イスラ・デ・ラ・フベントゥ | 右   | .401 | 2010-11      | 2回目    |